# PrestaShop

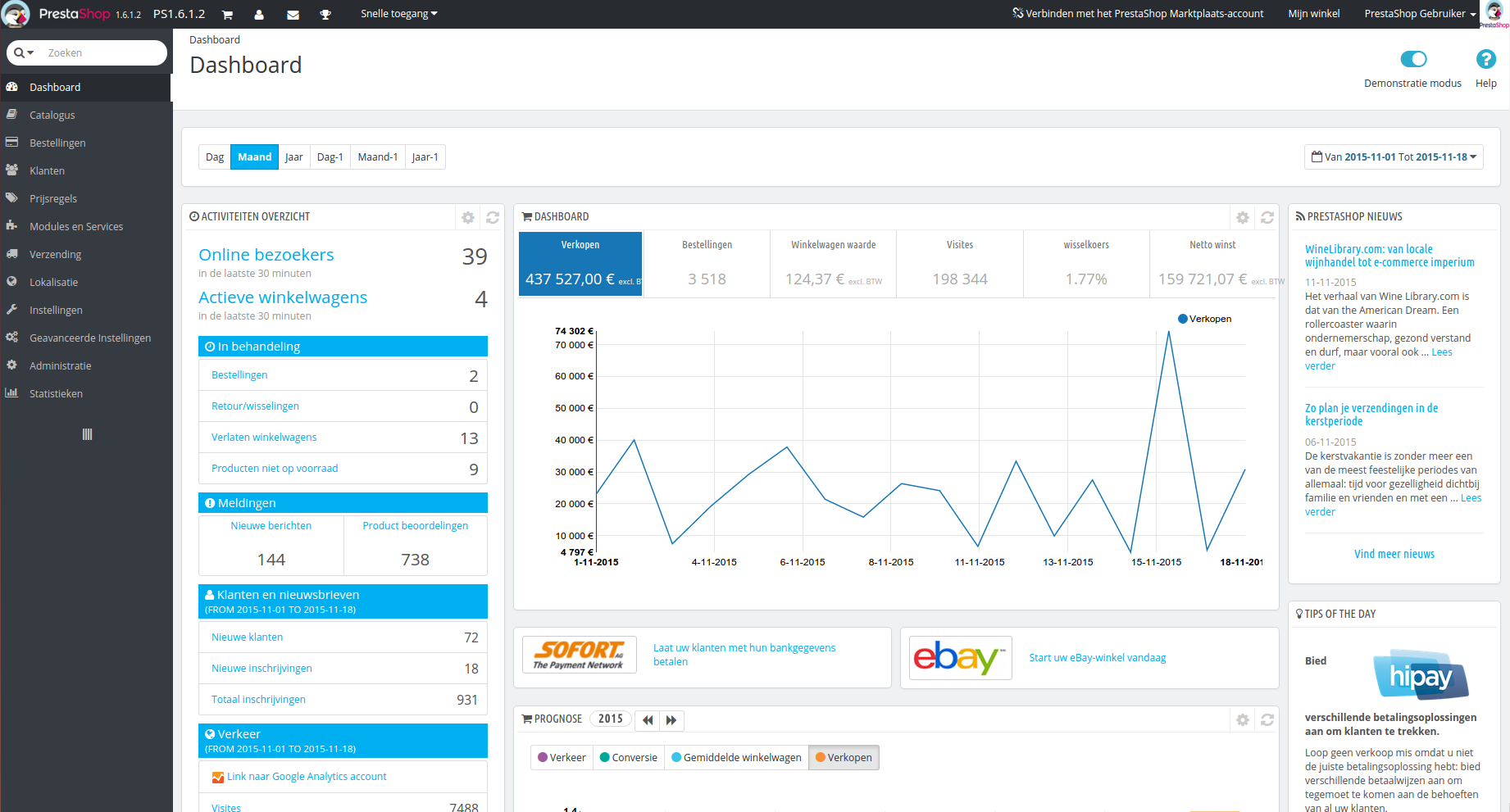
Imagem ilustrativa

PrestaShop é um sistema de E-Commerce Open Source, desenvolvido em PHP e MySQL. Sua versão mais recente foi lançada em novembro de 2016, porém devido à diferenças não tem sido muito bem aceita. Vale lembrar que desde a versão 1.4 apresentava 65 novas características e novidades em relação a versão anterior, tornando-se um dos sistemas E-Commerce Open Source mais completos do mercado. 

O PrestaShop está disponível sob a licença Open Software. Foi lançado oficialmente em agosto de 2007 para as empresas de pequeno e médio porte. O software, que é baseado no Smarty template engine, é usado por milhares de lojas em todo o mundo, mais de 40 idiomas estão disponíveis.

Ele suporta vários meios de pagamento, como o Google Checkout, PayPal, Mercado Pago, Akatus, PagSeguro, MoIP entre outros. Módulos de pagamento adicionais são oferecidos comercialmente.
O sistema PrestaShop faz uso extensivo de AJAX no painel de administração (Back Office). Mais Blocos (Addons) de módulos podem ser facilmente adicionados para fornecer funcionalidades extras, os Addons são normalmente fornecidos gratuitamente por desenvolvedores independentes. Os PrestaShop Group também dispõe de um mercado oficial de módulos e temas. 

## Requisitos para Instalação
Basicamente o usuário deve ter um domínio registrado e um servidor web com estes recursos:
- O servidor web Apache 1.3 ou posterior, o IIS 6 ou posterior
- PHP 5* ou posterior
- MySQL 5 ou posterior
- sistema operacional Linux, Unix ou Windows instalado

(*) Algumas versões dp PHP 5 possuem bugs que fazem com que o PrestaShop não funcione correctamente:
- PHP 5.2.1 (autenticação é impossível)
- PHP 5.2.6 (autenticação é impossível sob servidores 64bits)
- PHP 5.2.9 (gerenciamento de imagens / upload quebrado)
- PHP <5.2 (timezone data inválida)

(*) Até a versão 1.7.6, o PrestaShop não é compatível com PHP 7.3 ou superior.

## Recursos Gerais
Loja (Front Office):
- Promoções (descontos, vales-presente)
- Os produtos em destaque na página inicial
- Mais vendidos na página inicial
- Novos itens na página inicial
- oferece "frete grátis"
- Cross-selling (Acessórios)
- Zoom da imagem do produto
- Pedido de itens fora de estoque
- Contas de usuário
- Inúmeros métodos de pagamento brasileiros e internacionais
- Pagamento por transferência bancária
- Modulo Google Checkout ™
- Dinheiro na entrega (COD)
- Pré-configurado para ™ Paypal
- Formulário de contato para múltiplos destinatários
- Marcação de Produtos e bloco de tags
- Pesquisa
- Devolução de mercadoria (RMA) e reembolso de crédito
- Monitoramento de encomenda
- Oferta de embrulho de presente e embalagens recicladas
- Fatura do cliente em PDF
- Compras recall carrinho
- Venda de serviços e bens virtuais
- Favicon personalizado
- RSS feed
- Newsletter
- Opção 'Pick up na loja' (Download de produtos)
- Personalização do produto (texto e imagens)
- Lista de Desejos
- Programa de Fidelidade
- Programa de Afiliados
- Programa de benefícios do patrocinador a um amigo
- Produtos vistos por clientes

Painel Administrativo (Back Office):
- Categorias e subcategorias ilimitadas
- Editor de texto completo WYSIWYG
- Ilimitadas combinações de produtos
- Ilimitadas especificações do produto
- Imagens ilimitadas com o redimensionamento automático e otimização de arquivos
- Todos os tipos de moedas
- Ajustes fiscais e cobrança de impostos
- Configuração de Trasportadora
- Imposto por estado, país, zonas ou sem impostos
- Preços em atacado (descontos para quantidades)
- Taxas de câmbio em tempo real de moeda
- Gestão de estoques
- Alertas SMS / mensagens de texto
- Adicionar / remover módulos de função
- Códigos de barras
- A ajuda contextual
- Atributos especiais de produtos
- Notificação de status de entrega de e-mail (personalizavel)
- Línguas e dialetos ilimitados
- Importação / exportação de línguas e traduções
- 13 traduções da língua padrão
- Search Engine Optimization (SEO)
- URLs amigáveis / Permalinks
- temas gráficos 100% modificáveis
- Usuários e permissões do Back Office  (ACL)
- Modo de Manutenção
- Valor mínimo de encomenda
- Exportação de contato Newsletter
- Busca Alias
- Bulk lister / importação. CSV
- Criptografia SSL (Secure Sockets Layer)
- visitantes online
- Sistema de Gerenciamento de Conteúdo (CMS)
- Relatórios
- Grupos de clientes

## Idiomas
O PrestaShop está traduzido em 38 idiomas: árabe, búlgaro, catalão, chinês simplificado, chinês tradicional, checo, dinamarquês, holandês, estoniano, Inglês, finlandês, francês, galego, georgiano, alemão, grego, hebraico, húngaro, indonésio, Irã, Itália, Letónia, Lituânia, Norueguês, Polaco, Português, Português-Brasileiro, russo, romeno, eslovaco, espanhol, sueco, tailandês, turco, ucraniano e vietnamita. 

## Versões
- PrestaShop 1.0 - lançado em 31 de julho de 2008.
- PrestaShop 1.1 - lançado em 19 de dezembro de 2008,
- PrestaShop 1.2 - lançado em 29 de julho de 2009,
- PrestaShop 1.3 - lançado em 29 de dezembro de 2010,
- PrestaShop 1.4 B5 - lançado em 19 de janeiro de 2011 (somente para testes),
- PrestaShop 1.4 RC5 - lançado em 23 de fevereiro de 2011 (somente para testes).
- PrestaShop 1.4 - lançado em 16 de março de 2011 (versão estável).
- PrestaShop 1.5 - lançado em 12 de outubro de 2012 (versão estável).
- PrestaShop 1.6 - lançado em 2014
- PrestaShop 1.7 - lançado em novembro de 2016